# إمارة آل الزجاج
إمارة آل الزجّاج أو إمارة بني الزجّاج هي دولةٌ سابقةٌ في جزيرة أوال أنشئها أبو البهلول العوام نتيجة ضعف نفوذ القرامطة في المنطقة.

### فِهرِس المراجع
1. ↑  المديرس (2002)، ص. 213.
2. ↑  الملا (2014)، ص. 136.
3. ↑  المديرس (2002)، ص. 77.

### بَيانات المراجع
الكُتُب مُرتَّبة حَسب تاريخ النَّشر
- عبد الرحمن بن مديرس المديرس (2002). الدولة العُيُونيَّة في البَحْرَيْن: 469-636هـ/1076-1238م. الرياض: دارة الملك عبد العزيز. ISBN:9960-693-81-3. LCCN:2003346798. OCLC:52358413. OL:20126399M. QID:Q118072568.
- عبد الرحمن بن عثمان بن محمد الملا (2014). تاريخ الإمارة العيونية في بلاد البحرين (ط. 1). الخبر: الدار الوطنية الجديدة. ISBN:978-9960-691-79-4. LCCN:2016339576. OCLC:958224607. OL:44587747M. QID:Q118210223.